# Hans Speidel
Hans Speidel (Metzingen, 28 de outubro de 1897 — Bad Honnef, 28 de novembro de 1984) foi um general alemão, Chefe do Estado Maior do Marechal de Campo Erwin Rommel, que teve um papel de destaque na criação do Bundeswehr, na Alemanha Ocidental, após a Segunda Guerra Mundial. Em 1957 alcançaria o cargo máximo de Comandante Supremo da Organização do Tratado do Atlântico Norte na Europa Central. Aposentou-se em setembro de 1963 e morreu aos 87 anos.
O General Hans Speidel foi preso pela Gestapo por suposta associação à tentativa de assassinato de Adolf Hitler em 20 de julho de 1944, na Operação Valquíria. O General Speidel era um profundo defensor da estratégia de expansão territorial da Alemanha, mas fazia questão de criticar a sua componente racial, rotulando-a publicamente de "desonrosa e doentia". Essa sua posição acabaria por atrair as atenções dos conspiradores, que o recrutaram em 1941, dando-lhe a missão de atrair Erwin Rommel para a causa. Após a prisão, foi julgado em corte marcial e interrogado pela Gestapo. Como não foi expulso do Wehrmacht, escapou de ser julgado em tribunal popular, algo que resultaria na sua condenação à pena de morte. Conseguiu fugir em abril de 1945 diante da aproximação das forças aliadas. Entregou-se às forças francesas em maio de 1945.